# 德魯姆塞特

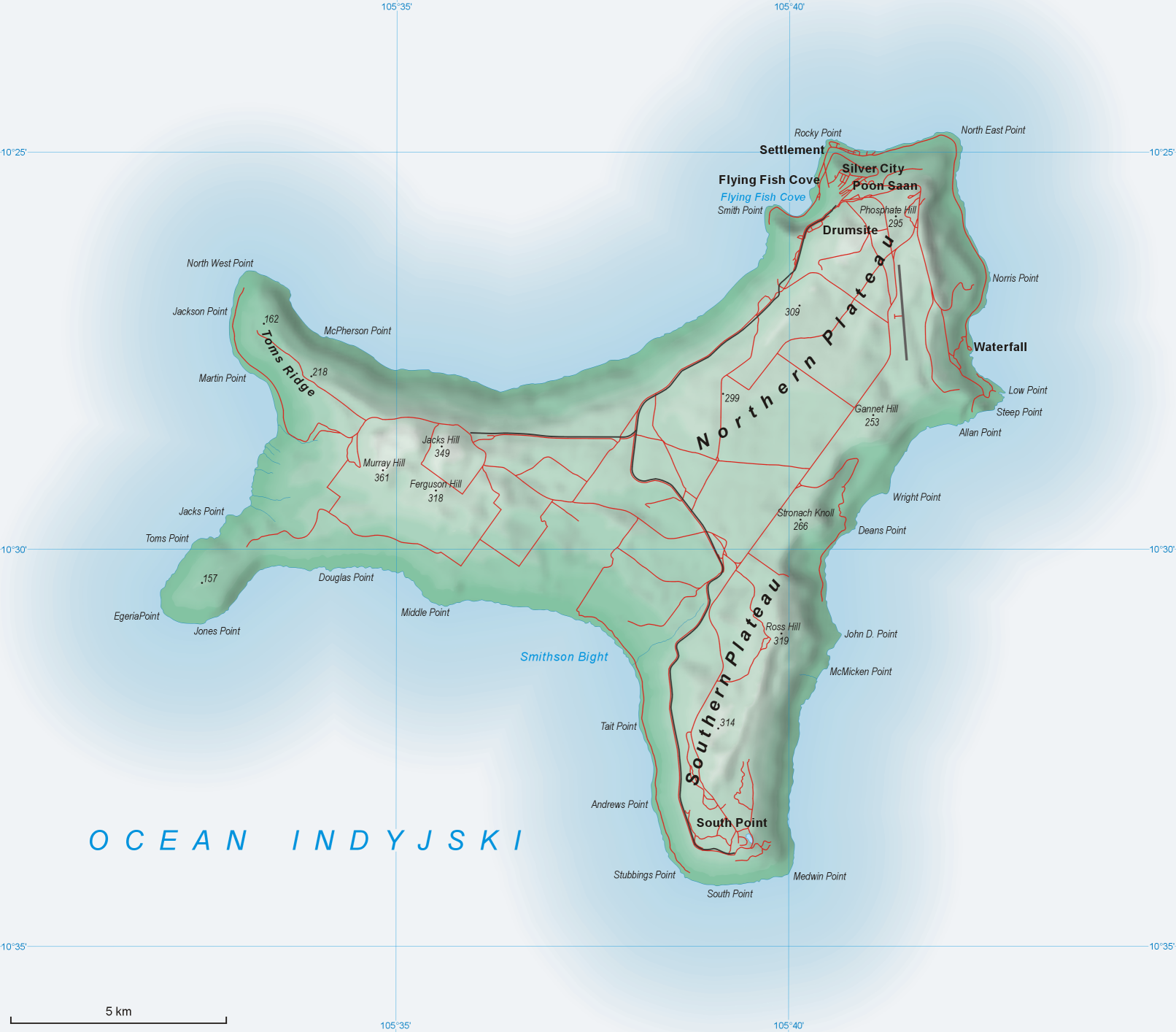
德魯姆塞特在聖誕島的位置

德魯姆塞特（英語：Drumsite）是澳大利亞海外領地聖誕島的一個小型定居點，位於首府飛魚灣南部。當地居民由華人以及歐洲民族組成，而包含德魯姆塞特在內的周邊區域亦是受保護動物聖誕島紅蟹的遷徙範圍。
2013年3月，時任澳大利亞總理朱莉亞·吉拉德批准了一個名為「德魯姆塞特村莊計劃」（Drumsite Village Project）的新型房屋發展計劃，以解決聖誕島島內政治庇護者人數不斷上升的問題，村莊建成以後將會交由一家總部位於昆士蘭州的公司負責管理。